# Victor Gielen

Victor Gielen

Karl Victor Emanuel Joseph Gielen (* 21. Oktober 1825 in Eupen; † 29. September 1887 in Bremen) war Zigarrenfabrikant, Tabakhändler und Mitglied des Deutschen Reichstags.

## Leben
Victor Gielen besuchte die Stadtschule in Eupen und die Provinzial-Gewerbeschule in Aachen und arbeitete zunächst bis 1849 als Techniker beim Eisenbahnbau. Später gründete er in Aachen eine Zigarrenfabrik. In Aachen war er Mitglied der Handelskammer und Präsident des Zentrumsvereins „Constantia“. Weiter war er Mitglied des Aachener Stadtverordnetenkollegiums und dort vor allem im Finanzausschuss tätig. Ab 1873 gehörte er weiterhin dem Zentralkomitee der rheinischen Zentrumspartei an. 
1878 übernahm er die Firma Meyer & Krose, ein erfolgreiches Rohtabak-Handelshaus in Bremen und zog deshalb aus Aachen weg. 
Zwischen 1878 und seinem Tode war er Mitglied des Deutschen Reichstages für die Deutsche Zentrumspartei und den Wahlkreis Aachen-Stadt.
Er starb 1887 in Bremen infolge eines Schlaganfalls. Sein Sohn aus seiner Ehe mit Therese Menshausen ist der spätere Mönchengladbacher und Neusser Oberbürgermeister Franz Gielen. Victor Gielen wird häufig verwechselt mit dem gleichnamigen Eupener Pfarrer und Historiker.